# Abraham Joseph Michelet
Abraham Joseph Michelet (Metz, 22 mai 1709 - Paris, 8 avril 1786) est un collectionneur et numismate français du Siècle des Lumières. Secrétaire du roi auprès du parlement de Metz, il laissa une importante collection de monnaies et médailles.

## Biographie
Abraham-Joseph Michelet, seigneur d'Ennery, naît à Metz en 1709. Il étudie chez les jésuites, avant d'aller à Paris. De retour à Metz, il remplit les fonctions de trésorier de la ville. Attiré par la numismatique, il démissionne et parcourt l'Allemagne et l'Italie pour enrichir sa collection d'antiquités. De retour en France, il achète une charge de secrétaire du roi. Chez Pedro Davila, Michelet d'Ennery fait la connaissance de Jean-Baptiste Louis de Romé de l'Isle, qu'il prend sous sa protection et qui deviendra son exécuteur testamentaire. Familier des collections royales, Michelet d'Ennery participe, en 1784, à la rédaction du catalogue des bijoux de la Couronne. Cofondateur de l'académie royale de Metz, Michelet d'Ennery est également l'éditeur scientifique de plusieurs ouvrages de numismatique. Abraham-Joseph Michelet d'Ennery mourut d'une attaque d'apoplexie à Paris le 8 avril 1786.
La vente de son importante collection, inventoriée par Gossellin et Campion de Tersan produisit la somme colossale de 100 961 livres.

## Sources
- Michelet d'Ennery, « Voyages numismatiques de Michelet d'Ennery, publié d'après ses notes authographes (sic) inédites », Bulletin des Arts,‎ 1846-1848, p. 10 avril 1846, p. 355-358 ; 10 août 1847, p. 73-77 ; 10 mars 1848, p. 322-327.
- Jean Chretien Ferdinand Hoefer, Nouvelle biographie générale : depuis les temps les plus reculés jusqu'à nos jours…, tome 11, Firmin-Didot frères, Paris, 1858, p. 67.
- Émile Bégin, Biographie de la Moselle, tome 2, 1830, pp. 56-59.
- Adrien Blanchet, « Communication sur Michelet d'Ennery », Revue numismatique, vol. VI,‎ 1902, xxi-xxix.
- François-Maurice Allotte de La Fuÿe, « Note au sujet du catalogue des médailles de Michel d'Ennery édité par l'abbé de Tersan en 1788 », Revue numismatique, vol. XXI,‎ 1917-1918, liii-lxvii.
- Jean Béranger, « Communication sur des achats de médaillons et médailles d'or romains faits pour le cabinet du Roi à la vente Dennery en 1788 », Revue numismatique, no XXI,‎ 1917-1918, xlix-lii.
- Thierry Sarmant, La République des médailles. Numismates et collections numismatiques à Paris du Grand Siècle au siècle des Lumières, Paris, Champion, 2003, pp. 223-225.
- Jean-Marc Doyen et Hadrien Rambach, « Concordia augg. – Deux notes sur un aureus à bustes jumelés de Gallien et Salonine », Bulletin du Cercle d'études numismatiques, vol. 57,‎ 2020, p. 12-21.
- Hadrien Rambach, “Collectionner les monnaies : Michelet d'Ennery et le collectionnisme au xviiie siècle”, in Bulletin de la Société française de Numismatique, vol. 76.4 (April 2021), pp. 172-179.
- Hadrien J. Rambach, « Abraham Joseph Michelet », dans Isabelle Guyot-Bachy et Jean-Christophe Blanchard (dir.), Dictionnaire de la Lorraine savante, Metz : Éditions des Paraiges, 2022, p. 226-227.